# Charles E. McKenzie

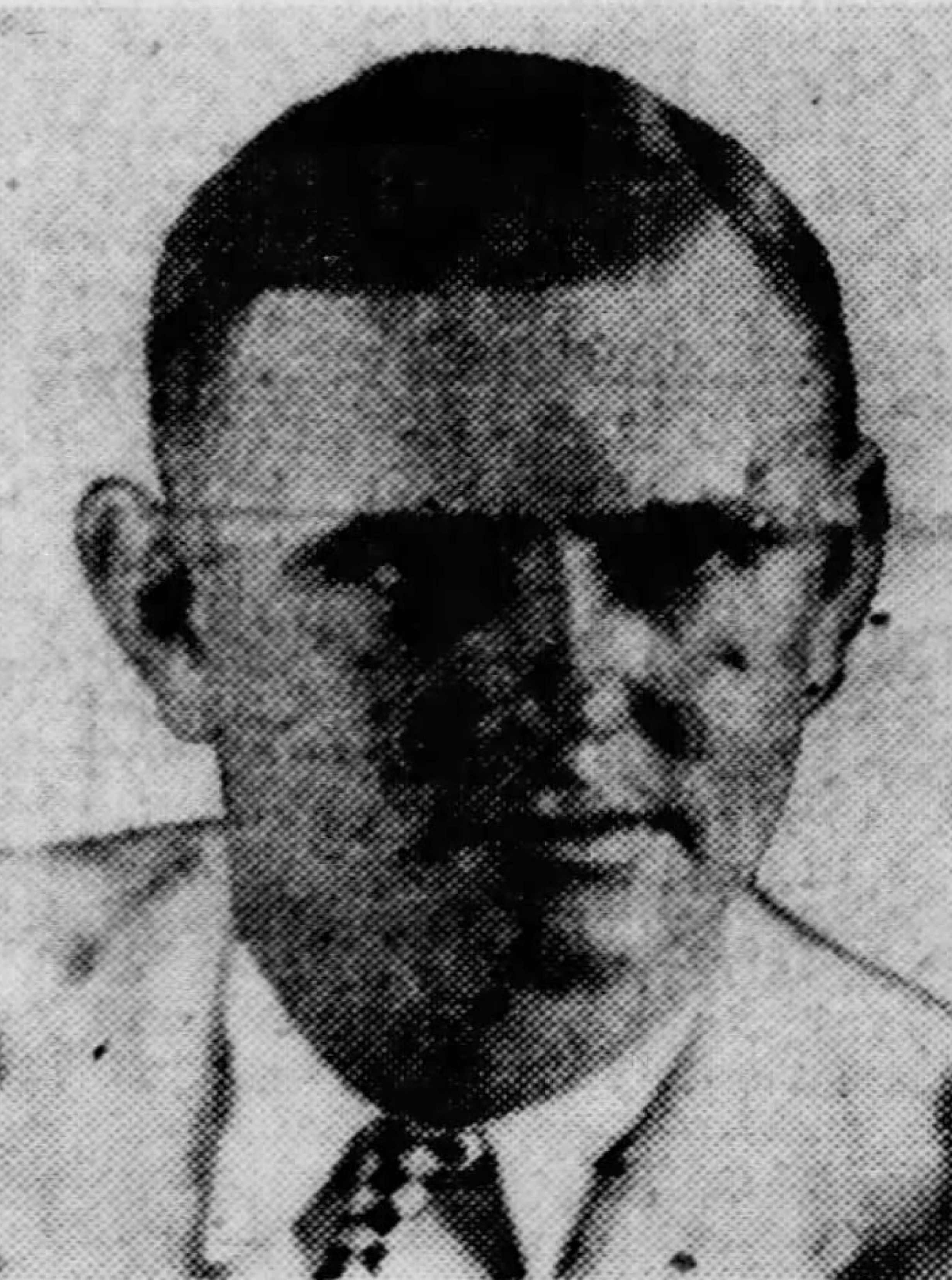
Charles E. McKenzie (1846) - US-amerikanischer Politiker

Charles Edgar McKenzie (* 3. Oktober 1896 in Pelican, De Soto Parish, Louisiana; † 7. Juni 1956 in Monroe, Louisiana) war ein US-amerikanischer Politiker. Zwischen 1943 und 1947 vertrat er den Bundesstaat Louisiana im US-Repräsentantenhaus.

## Werdegang
Charles McKenzie besuchte die öffentlichen Schulen in Monroe und studierte danach an der Louisiana State University in Baton Rouge. Als es im Jahr 1916 zu Unruhen an der mexikanischen Grenze kam, meldete sich McKenzie freiwillig zum Dienst in der Nationalgarde von Louisiana, die in diesem Gebiet eingesetzt wurde. Zwischen 1917 und 1919 war er während des Ersten Weltkrieges Leutnant in einer Infanterieeinheit der US Army. Dabei wurde er in Frankreich eingesetzt.
Nach dem Ende des Krieges und seiner Rückkehr nach Louisiana stieg McKenzie in das Gas- und Ölgeschäft ein. Schon bald erweiterte er seine wirtschaftlichen Interessen auf Finanzdienstleistungen, das Versicherungswesen, die Landwirtschaft und Fuhrunternehmen. Politisch war McKenzie Mitglied der Demokratischen Partei. Zwischen 1940 und 1942 gehörte er dem Vorstand des Autobahnausschusses von Louisiana an. Danach war er bis 1943 für die Staatsregierung im Department of Public Works tätig.
Bei den Kongresswahlen des Jahres 1942 wurde McKenzie im fünften Wahlbezirk von Louisiana in das US-Repräsentantenhaus in Washington, D.C. gewählt, wo er am 3. Januar 1943 die Nachfolge von Newt V. Mills antrat. Nach einer Wiederwahl konnte er bis zum 3. Januar 1947 zwei Legislaturperioden im Kongress absolvieren. Diese waren von den Ereignissen des Zweiten Weltkrieges und dessen Folgen geprägt. 1946 wurde er von seiner Partei nicht mehr für eine weitere Amtszeit nominiert. In den folgenden Jahren bis zu seinem Tod am 7. Juni 1956 leitete McKenzie seine zahlreichen Unternehmen.